# بيني فيلدز
بيني فيلدز (بالإنجليزية: Benny Fields)‏ هو مؤدي أمريكي، ولد في 14 يونيو 1894 في ميلواكي في الولايات المتحدة، وتوفي في 16 أغسطس 1959 في نيويورك في الولايات المتحدة.

## وصلات خارجية
- بيني فيلدز على موقع IMDb (الإنجليزية)
- بيني فيلدز على موقع قاعدة بيانات برودواي على الإنترنت (الإنجليزية)
- بيني فيلدز على موقع ديسكوغز (الإنجليزية)
- بيني فيلدز على موقع قاعدة بيانات الفيلم (الإنجليزية)